# Pinéa
De Pinéa een berg van 1771 m in de Chartreuse, een bergmassief in de Franse Voor-Alpen. De berg ligt in het departement Isère, in het Parc naturel régional de la Chartreuse. 